# Бодуогнат
Бодуогнат (з кельт. «син ворона» д/н — 57 рік до н. е.) — вождь впливого кельтського племені нервіїв (з родини белгів). Володарював у 60-50 роках до н. е.

## Життєпис
Про життя та діяльність Бодуогната майже нічого не відомо. Напевне на час приходу до північної Галлії Гая Юлія Цезаря Бодуогнат був впливовим вождем не тільки серед нервієв, а й серед інших белгських племен. Він був союзником вождя свессіонів Дівітіака.
Після приходу римської армії у 57 році до н. е. на північ Галлії Бодуогнат та Дівітіак вирішили об'єднати свої сили для виступу проти ворога. Втім Бодуогнат неспішно збирав своїх вояків. Можливо водночас розраховуючи на випадок невдалих дій Дівітіака стати ватажком усіх белгів. після поразки Дівітіака від Цезаря під Асконою Бодуогнат спрямував посланця до Цезаря, який запропонував Цезарю мир та покірність. Втім Бодуогнат готувався до бою.
Вирішальна битва відбулася при річці Сабра (або Сабіс) в області племені атробатів. Раптово при переправі Бодуогнат атакував римлян й завдав поразки двом їх легіонам, але два інші зуміли відтіснити нервіїв та зрештою завдати їм нищівної поразки. Під час відступу загинув вождь Бодуогнат. Як покарання Цезар наказав продати у рабство 53 тисячі нервіїв.